# لويس-فرديناند سيلين
لويس فردينان أُغوست ديتوش (Louis Ferdinand Auguste Destouches) كاتب روائي وطبيب فرنسي، ولد سنة 1894م في مدينة كوربفوا ضاحية باريس، توفي سنة 1961 م في مدينة ميدون (الضاحية الجنوبية لباريس).
عرف لاحقاُ باسمه الأدبي لوييس فردينان سيلين (Louis-Ferdinand Céline) أو اختصاراً سيلين (من اسم جدته). يعتبر سلين من أشهر وأكثر كتاب فرنسا ترجمتاً في القرن العشرين. فكره العدمي يتميز بنبرنة من السخرية وأخرى من الملحمية في آن واحد.

## المواضيع والأسلوب الأدبيات

### المواضيع
تعكس روايات سيلين نظرة متشائمة للحالة الإنسانية، عندما تكون المعاناة الإنسانية حتمية، والموت قطعي، وآمال التقدم البشري والسعادة وهمية. إنه يصور عالمًا لا يوجد فيه نظام أخلاقي، حيث يضطهد الأغنياء والأقوياء الفقراء والضعفاء دائمًا. وفقًا لكاتب سيرة سيلين باتريك مكارثي، يعاني الرجل السيليني من خطيئة الكراهية الخبيثة المتأصلة فيه، دون وجود إله يخلصه. «السمة المميزة للكراهية السيلينية هي أنها غير مسوغة: لا يكره المرء لأن موضوع الكراهية قد أضر به؛ بل يكره المرء لأنه مجبر على ذلك».
يلاحظ الناقد الأدبي ميرلين توماس أن تجربة الحرب تركت أثر أبدي في سيلين، وهي الموضوع الذي تدور حوله جميع رواياته، باستثناء الموت بالدين. في رواية سفر إلى آخر الليل، قد سيلين رعب الحرب وغباءها كقوة عنيدة «تحول الفرد العادي إلى حيوان يحاول فقط البقاء على قيد الحياة». يؤكد مكارثي أن الحرب بالنسبة لسيلين هي: «أوضح مظاهر الشر الموجودة لدى البشر».
يعتبر صراع الفرد من أجل البقاء في عالم عدائي موضوع متكرر في روايات سيلين. لا يستطيع الرجل السيليني الهروب من مصيره، ولكنه وفقًا لمكارثي: «يستطيع المرء التحكم نوعًا ما بموته. لا يحتاج إلى ذبح تعسفي في معركة ما، ولا يحتاج إلى أن يعمي نفسه بالمتعة. مع ذلك، يستطيع المرء اختيار مواجهة الموت، وهو أمر أكثر إيلامًا، ولكنه أكثر نبلًا».
يشير ميرلين توماس إلى أن البطل السيليني المخالف للعرف عادةً ما يختار التحدي أيضًا. «إذا كنت ضعيفًا، فستستمد قوتك من تجريد من تخافهم من كل الهيبة التي يتظاهرون بامتلاكها (...) إن موقف التحدي الذي أوضحته للتو هو عنصر من الأمل والخلاص الشخصي». 
لاحظ توماس أن الراوي السيليني يجد بعض العزاء في الجمال والإبداع. الراوي «يتأثر دائمًا بجمال الإنسان الجسدي، بالتأمل في جسد بشري رائع التكوين يتحرك ببهاء». بالنسبة لسيلين، يعتبر الباليه وراقصة الباليه من الأمثلة على الجمال الفني والإنساني. قال مكارثي إن سيلين يصور عادةً حركة الأشخاص والأشياء كرقصة، ويحاول إيصال إيقاعات الرقصة والموسيقى لغويًا. «ومع ذلك، فإن الرقصة دائمًا ما تكون رقصة الموت، إذ تتفسخ الأشياء بعد إصابتها بالموت».

### الأسلوب
انتقد سيلين الأسلوب الأدبي الأكاديمي الفرنسي الذي امتاز بالأناقة والوضوح والدقة، ودعا إلى اتباع أسلوب جديد يعبر عن السورة العاطفية بشكل مباشر: 
«رأيت أن لرواية القصص طريقتين: الطريقة الكلاسيكية العادية الأكاديمية التي تسير فيها الأحداث واحدة تلو الأخرى ... كالطريقة التي تسير بها السيارات في الشارع ...، أما الطريقة الثانية، تعني الانحدار إلى حميمية الأشياء إلى الخيوط والأعصاب الدقيقة إلى مشاعر الأشياء والجسد، والتوجه مباشرةً إلى أقصاها، إلى نهايتها، إلى الحميمة، في وسط شعري جذاب مستمر، والمرور في الحياة الداخلية، كالمترو الذي يسير عبر المدينة، ليصل مباشرةً إلى النهاية ...».
كان سيلين مجددًا بارزًا في الأدب الفرنسي. في أول روايتين له، سفر إلى آخر الليل والموت بالدين، صدم سيلين العديد من النقاد باستخدامه لغة فريدة اعتمدت على اللغة الفرنسية المحكية للطبقة العاملة ومصطلحات طبية وبحرية وكلمات جديدة وأخرى بذيئة واللغة العامية الخاصة بالجنود والبحارة والعالم الإجرامي. كذلك، طور سيلين نظام خاص لعلامات الترقيم يقوم على الاستخدام المكثف لعلامات الحذف والتعجب. يرى توماس النقاط الثلاث لسيلين كما يلي: «يمكن مقارنتها تقريبًا برموز سفر المزامير: فهي تقسم النص إلى وحدات إيقاعية، عوضًا عن وحدات نحوية، ما يسمح بتطبيق تغيرات شديدة في سرعة النطق، ويجعل غنائية النص المتخيلة ممكنة إلى حد كبير».
وصف سيلين أسلوب كتابته الإيقاعي المتصاعد والمتناغم بأنه موسيقاه الصغيرة. كتب مكارثي متحدثًا عن رواية سيلين حكاية لزمن آخر: «غضب سيلين يدفعه إلى ما وراء النثر، لينطق بلسان جديد، أجزاء من الشعر والموسيقى، ويعبر عن ما يجب عليه قوله». تطور أسلوب سيلين ليعكس مواضيع رواياته. وفقًا لمكارثي، في ثلاثية الحرب الأخيرة لسيلين، قلعة لقلعة والشمال وريغادون: «تختفي كل العوالم في العدم الأبدي (...)، ثلاثية مكتوبة بعبارات عارية، حيث تذوب اللغة كما يفعل الواقع».

## الإرث
يعتبر سيلين عمومًا أحد الروائيين الفرنسيين البارزين في القرن العشرين. ووفقًا لجورج ستاينر: «أدت مجموعتين من الأعمال إلى خلق تعابير رواية القرن العشرين وحساسيتها هما: أعمال سيلين وبروست».
أعجب العديد من الكتاب بخيال سيلين وتأثروا به، ولكن مكارثي يرى بأن سيلين احتل مكانة فريدة في الكتابة الحديثة، بسبب رؤيته المتشائمة للحالة الإنسانية وأسلوب كتابته المميز. تأثر كتاب العبثية، كسارتر وكامو مثلًا، بسيلين، لكنهم لم يشاركوه تشاؤمه الشديد أو رؤيته السياسية. يرى ألان روب جرييه سيلين كتأثير رئيسي على الرواية الفرنسية الجديدة، ويبدو أن غونتر غراس أيضًا من المتأثرين بأسلوب كتابة سيلين. أعجب باتريك موديانو بأسلوب سيلين، وكتب محاكاة ساخرة لأسلوبه في روايته الأولى بعنوان: ميدان النجم. وفقًا لمكارثي وأوكونيل، تأثر بعض الكتاب الأمريكيين بسيلين وهم: هنري ميلر وويليام بوروز كورت فونيجت وآخرون.
لا تزال شخصية سيلين مثيرة للجدل في فرنسا. في عام 2011، الذكرى الخمسين لوفاة سيلين، ظهر الكاتب في البداية على قائمة رسمية ضمت مجموع 500 شخص وحدث مرتبطين بالثقافة الفرنسية، بهدف الاحتفال بها على المستوى الوطني في ذلك العام. بعد الاحتجاجات، أعلن فريديريك ميتران، وزير الثقافة والاتصالات الفرنسي آنذاك، عن حذف سيلين من القائمة بسبب كتاباته المعادية للسامية.
في ديسمبر 2017، أعربت الحكومة الفرنسية والقادة اليهود عن قلقهم حول عزم الناشر غاليمارد على إعادة نشر كتب سيلين المعادية للسامية. في يناير 2018، أعلن غاليمارد عن إيقاف عملية النشر. أوضح غاليمارد في مارس أنه ما يزال ينوي نشر نسخ ناقدة من الكتب مصحوبة بمقدمات أكاديمية.
سلمت مجموعة من مخطوطات سيلين غير المنشورة بما في ذلك: إرادة الملك كروغولد ولندن و6000 صفحة غير منشورة من الأعمال المنشورة سابقًا (عتاد المدفع والموت بالدين وسفر إلى آخر الليل)، من قبل صحفي جريدة ليبراسيون، جان بيير تيبودات، لشرطة مدينة نانتير في مارس 2020، وكشف عنها في أغسطس 2021. كانت المخطوطات مفقودة منذ فرار سيلين من باريس عام 1944. يؤكد الكاتب الفرنسي والخبير في أسلوب سيلين، ديفيد أليوت، أن الأمر سيستغرق سنوات عديدة كي تحصل هذه الكتابات على التقدير الكامل وتنشر. صرح الناشر أنتوني غاليمارد أنه سينشر عتاد المدفع في مجموعة بلانش المرموقة في سبتمبر 2022، وبعد ذلك بفترة وجيزة، سينشر رواية لندن.
في عدد سبتمبر 2021 من صحيفة ذا جويش كرونيكل، وصف أوليفر كام سيلين بأنه: «بطل أدبي فرنسي يجب نسيانه». وصفت مخطوطات سيلين المفقودة بأنها: «إحدى أعظم الاكتشافات الأدبية في القرن الماضي، ولكنها أيضًا إحدى أكثر المخطوطات إثارةً للقلق».

## أعماله
دخل سيلين الشهرة الأدبية من بابها الواسع بعد نشره رواته الأولى سفر إلى آخر الليل سنة 1932م، حيث ينتقد الكاتب بنمطه الأدبي الفريد رعب الحرب وقسوة الرأس المالية وإلى حدٍ ما الاستعمار، من خلال الشخصية الرئيسية للرواية فرديناند باردامو (المستوحاة من التجارب الشخصية لسيلين).
نشره لمقالاتٍ معاديةٍ للسامية في الثلاثينيات وتعاونه الفكري مع المحتل الألماني وحكومة فيشي أثناء الحرب العالمية الثانية ضد «الخطر اليهودي على فرنسا» جلب له متاعب جمة (قضائية ومالية وإدارية) بعد الحرب.
في الخمسينيات عاش سيلين وحيداً مع زوجته في ضاحية باريس، في عزلة عن الدوائر الأدبية الباريسية حتى مات في العام 1961م. لم يمنعه ذلك من نشر ثلاث قصصٍ (من قصرٍ لآخر 1957م، شمال 1960م وريغودون التي نشرت بعد وفاته سنة 1969م) حيث يروي من خلالها حيثيات فراره مع فلول حكومة فيشي في نهاية الحرب عبر ألمانيا ثم إلى الدنمارك.
يعتبر سيلين في الأدب الفرنسي من أكبر روائيي القرن العشرين، إلى جانب كتاب «سخافة الإنسانية» كألبير كامو أو جان بول سارتر أو صمويل بيكيت. ابتدع سلين أسلوباً لغوياً خاصاً، متقنٌ للغاية، رغم اعتماده على لغة الشارع الباريسي.

## وصلات خارجية
- لويس-فرديناند سيلين على موقع IMDb (الإنجليزية)
- لويس-فرديناند سيلين على موقع الموسوعة البريطانية (الإنجليزية)
- لويس-فرديناند سيلين على موقع مونزينجر (الألمانية)
- لويس-فرديناند سيلين على موقع ألو سيني (الفرنسية)
- لويس-فرديناند سيلين على موقع ميوزك برينز (الإنجليزية)
- لويس-فرديناند سيلين على موقع إن إن دي بي (الإنجليزية)
- لويس-فرديناند سيلين على موقع ديسكوغز (الإنجليزية)
- لويس-فرديناند سيلين على موقع قاعدة بيانات الفيلم (الإنجليزية)
- لويس-فرديناند سيلين على موقع كينوبويسك (الروسية)

- موقع جمعية الدراسات السِلينية (بالفرنسية)